# Hegyessy Magda
Hegyessy Magda (eredeti neve: Meszicsek Magda) (Szászrégen, 1909. május 1. – Sepsiszentgyörgy, 1992. május 29.) színésznő. Ambrus Sándor (1909–2003) színművész felesége volt.

## Életpályája
Kassai Károly és Ladányi Imre színiiskolájában tanult Temesváron. 1929-ben kezdte pályáját Temesváron, majd Fekete Mihály társulatában szerepelt. Tíz évig Aradon Szendrey Mihály társulatában lépett fel drámai hősnő szerepekben. 1949. augusztus 15-től a Sepsiszentgyörgyi Állami Magyar Színház vezető színésznője volt.
Legnagyobb sikerét A csárdáskirálynő Cecíliájaként aratta.

## Színházi szerepei
- Bródy Sándor: Lyon Lea – Lyon Lea
- Csiky Gergely: Ingyenélők – Kamilla
- Figueiredo: A róka meg a szőlő – Kleia
- Móricz Zsigmond: Úri muri – Rhédey Eszter
- Móricz Zsigmond: Nem élhetek muzsikaszó nélkül – Zsani néni
- William Shakespeare: A windsori víg nők – Fordné
- Shaw: Pygmalion – Higginsné